# Cesta Ceneta Štuparja, Ljubljana
Cesta Ceneta Štuparja (pog. Štuparica) je ena izmed cest v Ljubljani.

## Urbanizem
Cesta poteka od križišča z Dunajsko cesto in se nato v obliki črke U ponovno priključi na Dunajsko; cesta tako povezuje novi del Črnuč, imenovan Črnuška gmajna na eno izmed najbolj prometnih cest v Ljubljani.
Na cesto se (od vzhoda proti zahodu) povezujejo: Pečarjeva, Primožičeva, Verdnikova, Lemeževa, v Kokovšek, Polanškova, Žorgova, v Pečale, Pot v Smrečje, Pot v Hribec, Ložarjeva, Pot Draga Jakopiča, Planinska, Pot v Hrastovec, Gača, Črnuška in Za partizanskim domom.

## Javni potniški promet
Po Cesti C. Štuparja od leta 2003 poteka trasa mestne avtobusne linije št. 21. 
Na vsej cesti je pet postajališč mestnega potniškega prometa.   

### Postajališča MPP
| postajališče            | št. linije |
| ----------------------- | ---------- |
| 104113 Primožičeva      | 21         |
| 104122 Polanškova       | 21         |
| 104132 Pot v Smrečje    | 21         |
| 104142 Pot v Hrastovec  | 21         |
| 104152 OŠ Maksa Pečarja | 21         |

| postajališče            | št. linije |
| ----------------------- | ---------- |
| 104151 OŠ Maksa Pečarja | 21         |
| 104141 Pot v Hrastovec  | 21         |
| 104131 Pot v Smrečje    | 21         |
| 104121 Polanškova       | 21         |